# I. e. 159
Évszázadok: i. e. 3. század – i. e. 2. század – i. e. 1. század
Évtizedek: i. e. 200-as évek – i. e. 190-es évek – i. e. 180-as évek – i. e. 170-es évek – i. e. 160-as évek – i. e. 150-es évek – i. e. 140-es évek – i. e. 130-as évek – i. e. 120-as évek – i. e. 110-es évek – i. e. 100-as évek
Évek: i. e. 164 – i. e. 163 – i. e. 162 – i. e. 161 –  i. e. 160 – i. e. 159 – i. e. 158 – i. e. 157 – i. e. 156 – i. e. 155 – i. e. 154

## Események

### Hellenisztikus birodalmak
- A makkabeusok veresége után Alkimoszt visszahelyezik jeruzsálemi főpapi posztjára, Jeruzsálemben pedig erős szeleukida helyőrséget hagynak. Alkimosz elkezdi lebontatni a Templom udvarán a zsidókat a más vallásúaktól elválasztó falat, de röviddel később szélütéstől meghal.
- Meghal II. Eumenész pergamoni király. Utóda öccse, II. Attalosz.

### Róma
- Cnaeus Cornelius Dolabellát és Marcus Fulvius Nobiliort választják consulnak.
- A census szerint 328 316-an rendelkeznek római polgárjoggal.

### Kaukázus
- Meghal I. Szaurmag, Kaukázusi Ibéria királya. Utóda I. Mirian.

### Kelet-Ázsia
- 60 ezres hsziungnu sereg dúlja fel Kína északi tartományait.

## Halálozások
- Publius Terentius Afer, római színműíró
- II. Eumenész, pergamoni király
- I. Szaurmag, ibériai király

## Fordítás
- Ez a szócikk részben vagy egészben  a(z)   159 av. J.-C. című francia Wikipédia-szócikk ezen változatának fordításán alapul.  Az eredeti cikk szerkesztőit annak laptörténete sorolja fel. Ez a jelzés csupán a megfogalmazás eredetét és a szerzői jogokat jelzi, nem szolgál a cikkben szereplő információk forrásmegjelöléseként.